# Ania ruybarrettoi
Ania ruybarrettoi là một loài thực vật có hoa trong họ Lan. Loài này được (S.Y.Hu & Barretto) Aver. miêu tả khoa học đầu tiên năm 1994.